# Luis Benjamín Cisneros
Luis Benjamín Cisneros, né à Lima (Pérou) le 21 juin 1837 et mort dans cette même ville le 29 janvier 1904, est un poète, écrivain et politicien péruvien. Il a été l'une des principales figures du romantisme péruvien et s'est notamment illustré dans la poésie lyrique et épique ainsi que le théâtre. Politiquement, il s'est plutôt affirmé pour son libéralisme.

## Biographie[1],[2]

### Formation
Luis Benjamin Cisneros est issu d'une famille d'intellectuels péruviens. Il est le fils de Roberto Benjamin et Nicolasa Cisneros. Il a également deux frères : Luciano et Carlos Benjamin Cisneros.
Il commence par étudier au Convictorio de San Carlos où, âgé d'à peine 18 ans, il met en scène Pabellon Peruano, une allégorie théâtrale jouée pour la première fois le 28 juillet 1855. Impressionné par son talent précoce, le président Ramon Castilla lui accorde un poste au ministère des Affaires étrangères. Benjamin Cisneros démissionne néanmoins en 1859 pour se rendre en France. Il étudie quelque temps à la Sorbonne puis au Collège de France à Paris.

### Carrière
En 1861, il devient consul au Havre. La même année, il publie son premier roman, Julia o Escenas de la vida en Lima, qui sera suivi en 1864 d'un nouvel ouvrage, Edgardo o un joven de mi generación, ainsi que d'une nouvelle dont le retentissement sera important : Amor de niño: juguete romántico. Ce sont essentiellement des œuvres d'inspiration romantique qui ont toutes pour cadre la capitale péruvienne. Le roman est alors un genre littéraire peu connu au Pérou. Benjamin Cisneros quitte brièvement la France en 1865 pour travailler auprès du gouvernement espagnol. Revenu au Havre, il y reste jusqu'en 1872.
De retour au Pérou, il est nommé inspecteur de l'instruction puis prend la direction de la Banque de Lima. En 1878, il devient l'un des principaux gérants de la compagnie Salitrera du Pérou. Sa carrière est néanmoins assombrie par la guerre du Pacifique qui dure jusqu'en 1883. Il voyage beaucoup en Europe à cette période où il tente vraisemblablement de se faire connaitre. Il reprend son travail littéraire en se centrant davantage sur la poésie et écrit des compositions ambitieuses telle que l'élégie A la muerte del rey Don Alfonso XII en 1886 dans laquelle il rend hommage au souverain espagnol du même nom décédé peu de temps auparavant. De 1883 à 1889, il travaille sur un long poème, Aurora amor, qui se veut un champ à la gloire du progrès humain.
En 1892, Benjamin Cisneros devient directeur intérimaire de la Bibliothèque nationale du Pérou. Peu de temps après, le gouvernement de Nicolas de Piérola le nomme directeur des Archives nationales. Néanmoins, il commence à souffrir d'une paralysie importante et, incapable de travailler, doit renoncer à ses multiples fonctions.
Plongé dans une retraite qu'il n'a pas souhaitée, le poète ne trouve de réconfort que dans l'écriture. Le 23 août 1897, José Santos Chocano accompagné de nombreux érudits péruviens vient lui offrir une couronne de laurier symbolique à l'occasion d'une grande cérémonie organisée en hommage à sa longue carrière. La ville de Lima se joint à l'engouement suscité par l’œuvre de Benjamin Cisneros.
Dans les dernières années de son existence, Benjamin Cisneros écrit encore quelques poèmes tel que le Canto a la paz. En 1900, à l'occasion du Congrès hispano-américain, il rédige quelques vers intitulés À la fin du XIXe siècle. Il meurt le 29 janvier 1904 à l'âge de 76 ans.
Il est le grand-père du poète et linguiste Luis Jaime Cisneros ainsi que de l'homme d’État Luis Cisneros Vizquerra.

## Œuvre

### Drame
- 1856 : Alfredo el sevillano (litt. Alfredo le sévillan). Drame situé dans la ville de Lima dont le personnage principal est inspiré de Don Juan Tenorio.

### Nouvelle
- 1864 : Amor de niño: juguete romántico (litt. L'amour de l'enfant : jouet romantique). Considéré comme son chef-d’œuvre, la nouvelle raconte l'histoire d'un enfant tombant amoureux d'une fille plus âgée.

### Romans
Benjamin Cisneros a écrit deux romans d'inspiration romantique qui peignent les coutumes et les idéaux politiques de son temps, à savoir le milieu du XIXe siècle : 
- 1861 : Julia o escenas de la vida en Lima  (litt. Julia ou scènes de la vie à Lima).
- 1864 : Edgardo o un joven de mi generación  (litt. Edgardo ou un jeune homme de ma génération).

### Poésie
- 1886 : A la muerte del rey Don Alfonso XII (litt. À la mort du roi Alphonse XII). Cette élégie lui vaut la médaille d'or de l'Académie des Jeux floraux.
- 1889 : Aurora amor. Ce poème se veut un hymne louangeur à la civilisation. Benjamin Cisneros y donne une vision épique des progrès scientifiques et industriels du XIXe siècle.

L’œuvre poétique de Benjamin Cisneros a été réunie à titre posthume en 1912 sous le titre de De libres alas.

### Essai
- 1866 : Essai sur diverses questions économiques du Pérou. Alors consul au Havre, l'auteur y réfléchit sur les innovations nécessaires pour réaliser le progrès et la modernisation de son pays.

### Anthologies
À l'occasion du centenaire de la naissance de Luis Benjamin Cisneros, le gouvernement péruvien exige l'édition de ses œuvres complètes. Il en résulte trois volumes publiés en 1939 auxquels viennent s'ajouter des écrits inédits rassemblés par Alberto Tauro del Pino.

## Style littéraire
Luis Benjamin Cisneros alterne romantisme et réalisme au sein de ses œuvres, accentuant ainsi la relation entre les deux mouvements. Son romantisme s'exprime notamment par son goût pour l'exotisme et le Moyen Âge. Il cultive également la poésie épique et lyrique. Le poète Augusto Tamayo Vargas évoque ainsi les visions bibliques, chrétiennes, sociales et pacifistes des écrits de Benjamin Cisneros qui se distinguent de la poésie classique.